# レゴランド・ビルン

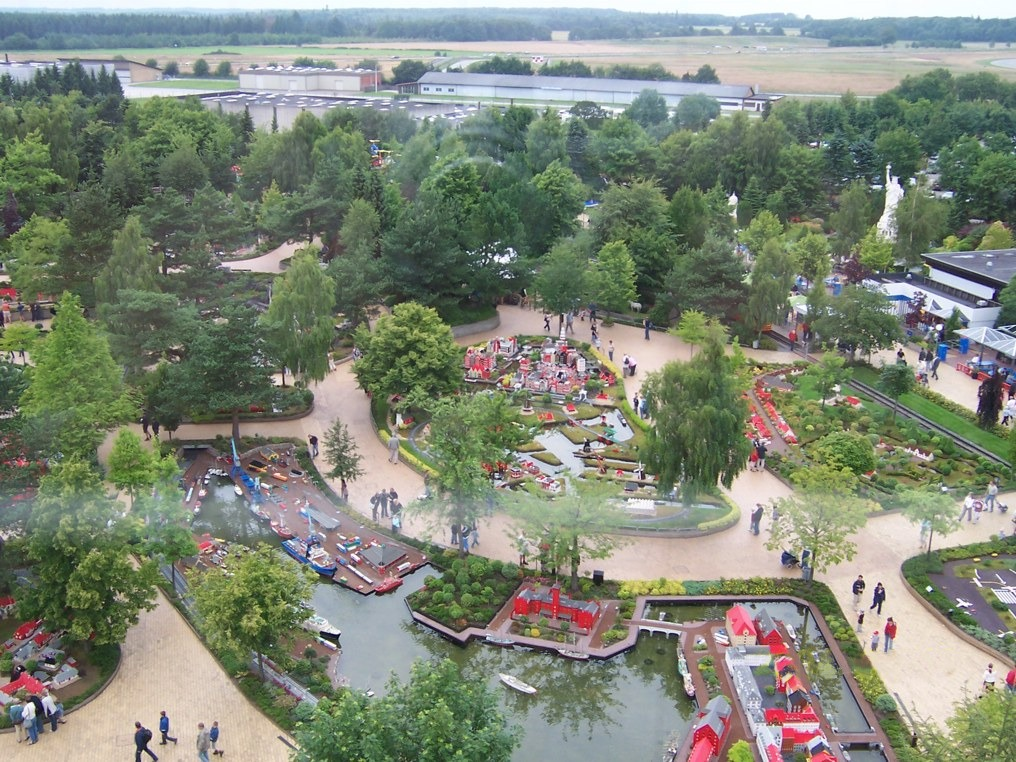
展望台からの眺め

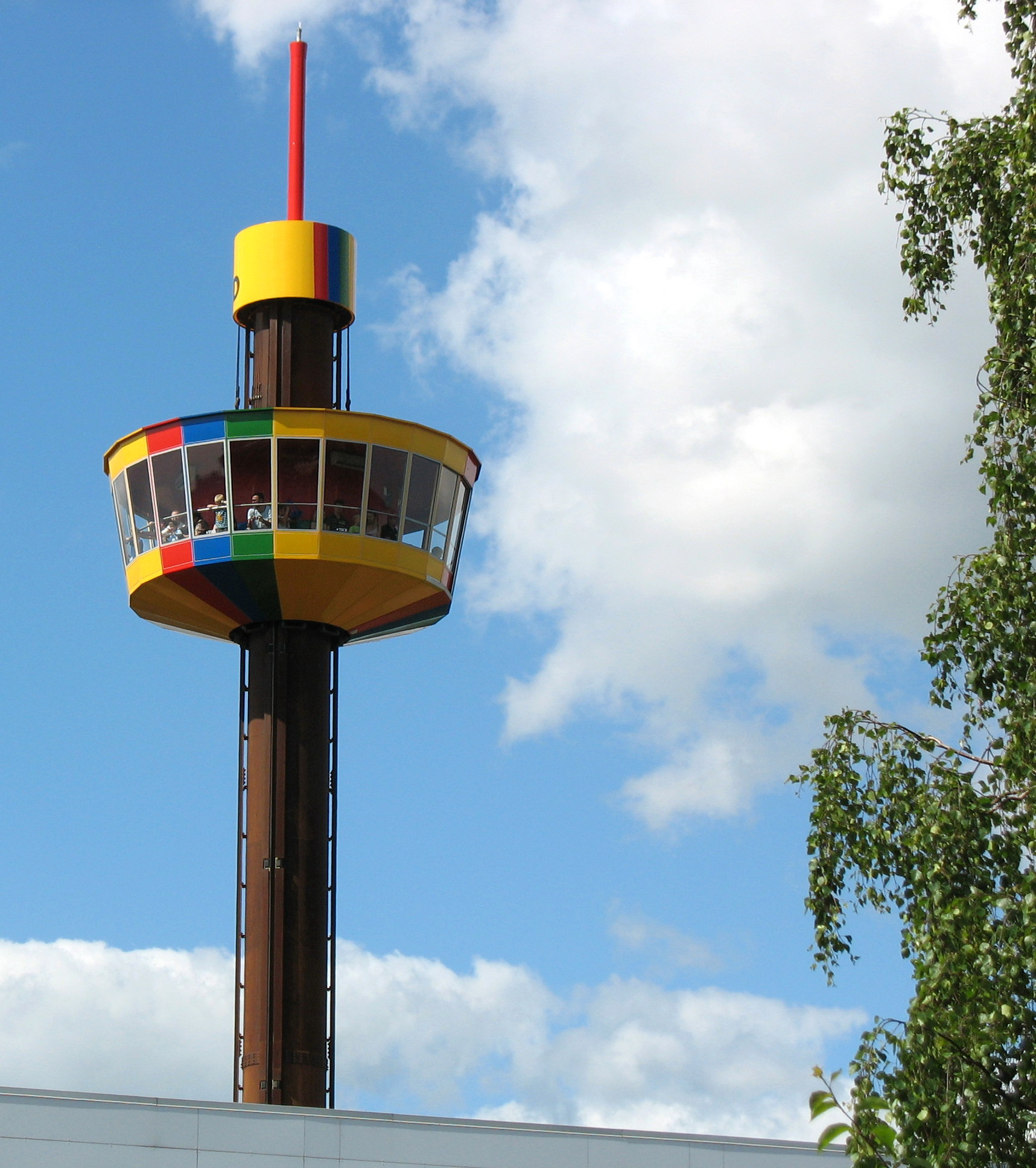
展望台

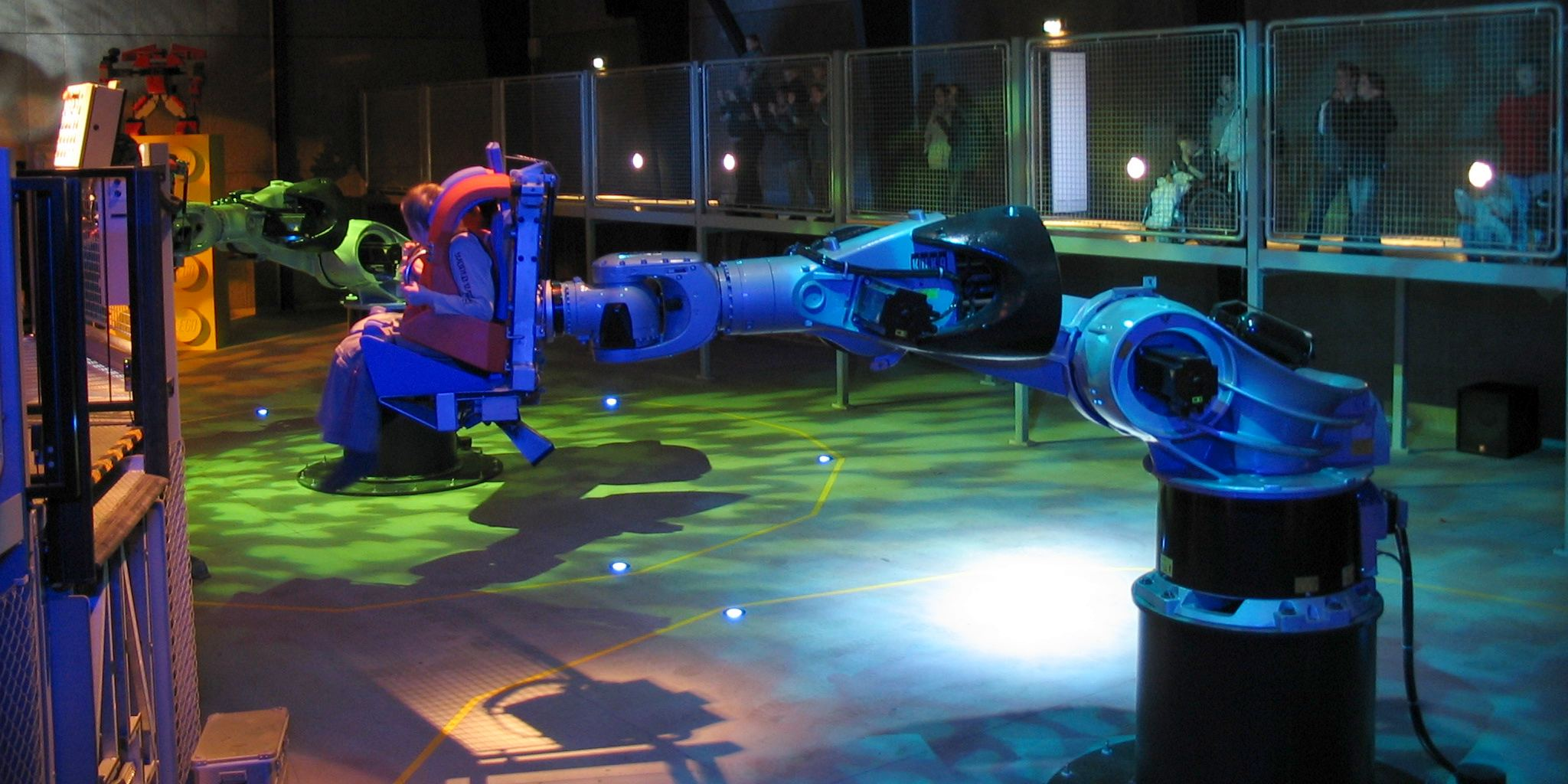
KUKA Robocoaster programmable robotic arm

レゴランド・ビルン(英: LEGOLAND Billund Resort)は、1968年6月7日に開園されデンマークの南デンマーク地域のビルンにある、世界初玩具会社レゴのテーマパーク。

## 概要
世界で初めて出来たブロック「レゴ」をテーマとしたテーマパークである。開園から5000万人以上の来客されている。「レゴランド・ビルン」と表示されているが、海外では「レゴランド・ビルン・リゾート」と呼ばれる事もある。
辺りの雰囲気はあたかもレゴブロックで組み立てているような徹底ぶりで、アトラクションもレゴ風になっている。

## アトラクション
- Miniland

レゴで街の再現したエリア
- LEGO Safari

レゴでつくられた動物を見ることが出来るライド
- Kålorm

きのこの周りをくるくる回るライド
- Minibåde

レゴのような形をしたボート
- LEGO tog

園内を走る列車
- LEGOTOP

展望台
- DUPLO Play Zone

レゴで遊ぶことができるエリア
- Monorail

モノレール
- Toyota Trafikskolen

車を運転できる
- Frog Hopper

スペースショットの子供版アトラクション
- DUPLO Fly

飛行機
- DUPLO Express

小さい機関車型の列車
- DUPLO Legehuse

レゴの家
- LEGONDOL

とても小さい観覧車
- Pirate Wave Breaker

バイキング
- Pirate Splash Battle

水鉄砲で的を撃つことができるボートライド
- Pirate Water Falls

水遊びができるエリア
- Pirate Mini Water Falls

Pirate Water Fallsの子供版
- Fyrtårnet

椅子が上まで上がり、景色を楽しめるライド
- Piratbåde

海賊とボートに乗り、探検をするライド
- Pirat karrusel

コーヒーカップ
- Pirate Games
- Atlantis by SEA LIFE

ミニ水族館
- Springvand

噴水
- Musikfontæne

レゴの楽器が並ぶエリア
- LEGO Studios

3Dシアター
- Indianerlejr

インディアンのプレイグラウンド
- LEGOLDMINE

海賊のプレイグラウンド
- LEGO Canoe

急流すべり
- Western Ride

メリーゴーランド
- Minetog

機関車
- Timber Ride

丸太をイメージしたジェットコースター
- X-treme Racers

急カーブを続けながら滑走するジェットコースター
- TEMPLET

宮殿をイメージした建物内を探検する。
- TEMPLE Games

鉄砲で的を撃つ
- Jungle Racers

島の周りをくるくる回る水上スキーの様なライド
- Adventure Sti

森の中にあるプレイグラウンド
- Vikings River Splash

円形のライドが回転しながら激流下りをするライド。
- Dragen

城の中を探検するジェットコースター
- Power Builder

肩をシートベルトで支えられ、建物内を走るライド
- Falck Fire Brigade

消防車に乗り、ポンプを押して火事を消すライド。乗り場周辺には、水鉄砲もある

## レゴランド・ホテル
レゴランドには、レゴの街をイメージしてつくられたホテルがある。館内には、いろいろな場所に、レゴで作られた作品が展示されていて、レゴで遊べるスペースもある。宿泊料金には、レゴランドの入場券も含まれていて、ホテル宿泊者用に、レゴランドへの専用ゲートがある。